# 滏东排河
滏东排河，位于中华人民共和国河北省东南部的一条人工开挖的排沥河道，起自宁晋县东南耿庄桥镇孙家口村以东，承接老漳河、小漳河沥水，之后基本沿滏阳新河右堤向东北流，流经新河县北部、衡水市冀州区西北部、桃城区南部、武邑县西北部、武强县东南隅等地区，至泊头市西辛店乡冯庄村以西的冯庄闸止，全长113.3千米，汇流面积4409平方千米。冯庄闸以下分两个方向：一支继续沿滏阳新河向东北，即为“北排河”；一支向东经联接渠入老盐河。沿岸土壤肥沃，农业发达，是河北省粮、棉、油、林果等农副产品主产区。